# Lucas Oil Stadium
O Lucas Oil Stadium é um recente estádio, inaugurado em 2008, de futebol americano, localizado na cidade de Indianápolis no estado americano do Indiana, e substitui o antigo estádio RCA Dome, situado na mesma cidade. O estádio é utilizado pela equipe dos Indianapolis Colts.
A capacidade do estádio para jogos de futebol americano é de 63.000 lugares, 5.000 a mais que o antigo RCA Dome. O estádio, quando for o estádio organizador do Super Bowl, poderá ter uma capacidade total de 70.000 lugares. Na configuração de basquetebol vai exceder os 70.000 lugares, que é a capacidade mínima para organizar a final da NCAA Final Four. Ao contrário de muitos dos estádio que recebem os jogos de basquetebol, no Lucas Oil Stadium, o campo é colocado no meio do estádio, e não numa das suas pontas.
O estádio tem dois grandes telões de alta-definição da empresa Daktronics, cada um com 30m de largura e 16m de Altura, que estão nos cantos noroeste e sudeste do estádio. Outra das grandes obras de engenharia do estádio é o seu teto, que tanto pode estar aberto, como pode também fechar-se. Desenhado pela Uni-Systems, este teto consiste em duas "portas" que se abrem e fecham, e que pesam 1,134 mil toneladas.

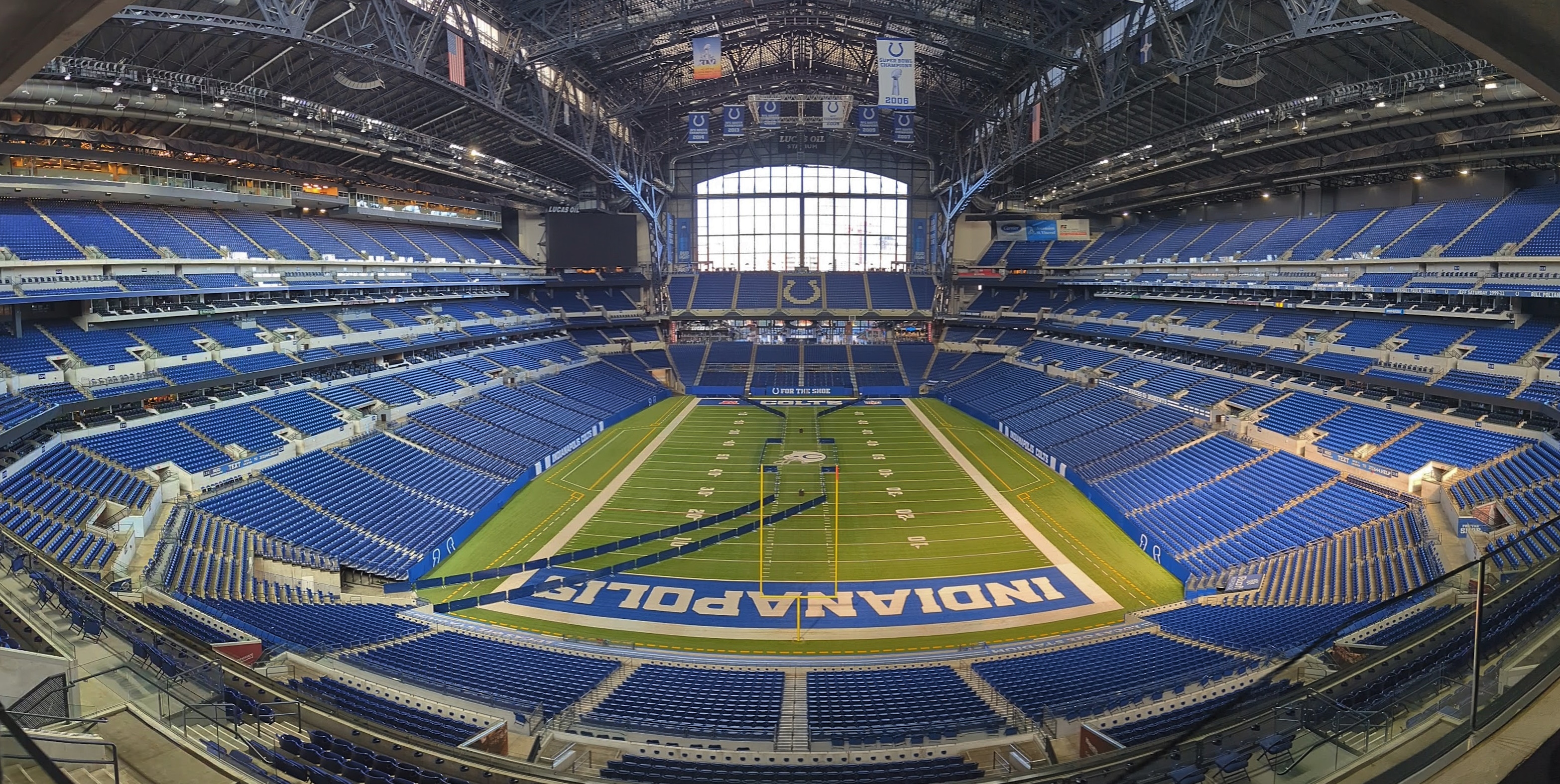
Interior do Lucas Oil Stadium.

O início da construção do estádio teve lugar no dia 20 de setembro de 2005, e o seu custo foi de 720 milhões de dólares. O estádio foi financiado pelo Estado do Indiana e pela cidade de Indianápolis. Os Indianapolis Colts participaram com 100 milhões de dólares. O Condado de Marion aumentou as taxas da comida, bebidas, entre outros para suportar os custos do estádio.